# Pax217
Pax217 var ett kristet alternativ rock band från Orange County, Kalifornien. Bandets musik var välkänd i den underjordiska kristna scenen på den tiden för dess unika sound och optimistiska texter. Namnet kommer från "Pax" som är latin och betyder "fred" och bibelvers Efesierbrevet 2:17. Bandets stil består av en blandning av punk och rap med lite influenser av reggae.  PAX217:s medlemmar bestod av David Tosti på sång, Jesse Craig på gitarr, Josh Auer på bas och Joey Marchiano på trummor. Tidigare medlemmar inkluderar "Tito" på keyboard, Bobby "Bobbito kocken" Duran som discjockey, Ethan Luck på gitarr, Dan Sessum på gitarr, och David Tosti yngre bror Aaron "Skwid" Tosti på trummor, som kom att spelas i Hawk Nelson. Bandet började 1999 och upplöstes 2005. Bandet återföränades 5 år senare.
PAX217 var liknande i ljud till 311, Skindred, kristna rock kamrater Earthsuit och POD. PAX217 släppt två album: Twoseventeen (2000) och Engage (2002), och undertecknades av Forefront Records. De har även släppt en EP som heter Check Your Pulse under 2004.
Tidigare medlemmar inkluderar "Tito" på keyboard, Bobby "Bobbito kocken" Duran som discjockey, Ethan Luck på gitarr eller trummor, Dan Sessum på gitarr, Frank Ortiz (sång), och Lance Lathrop på trummor. 
Gruppens medlemmar (utom David Tosti) kom att bilda pop punk bandet Avner.
David Tosti håller numera på med fotografi, som omfattar främst bröllop, engagemang, och en del redaktionellt arbete. Namnet på hans företag är TOSTI STUDIOS.

## Medlemmar
Nuvarande medlemmar
- Dave Tosti – sång, gitarr, keyboard (1995–2005, 2010– )
- Jesse Craig – sologitarr (1997–2005, 2010– )
- Josh Auer – basgitarr, bakgrundssång (1995–2005, 2010– )
- Joey Marchiano – trummor, percussion (2000–2005, 2010– )
- Bobby Duran – turntables, sampler, programmering, bakgrundssång (2000–2004, 2010– )
- Chris "Tito" Duran – percussion (2000–2004, 2010– )
- Aaron Tosti – trummor, bakgrundssång (1994–2000, 2010– )

Tidigare medlemmar
- Ethan Luck – gitarr (1994–1996)
- Dan Sessum – gitarr (1996–1997)

## Diskografi
Album
- Twoseventeen (2000 ForeFront Records)
- Engage (2002 ForeFront)
- Live Album 6.3.17 (2018)

EP
- Check Your Pulse (2004)

Musikvideor
- *Prism
- *A.M.
- *No Place Like Home
Alla tre ur albumet Twoseventeen.